# المرأة في الأوروغواي
النساء في الأوروغواي هن النساء اللاتي ولدن فيها أو يعشنَّ فيها، أوهن من الأوروغواي.
وفقا للبلدان وثقافاتهم، هناك «نسبة عالية جدا» من النساء المشاركات في القوى العاملة في الأوروغواي من الدول الواقعة في أمريكا الجنوبية.
أصرت التشريعات في الأوروغواي أن لنساء الأوروغواي حقوق متساوية في السلطة، والامتيازات ". وفي الواقع، ومع ذلك، لا تزال المرأة لا تحتل" المواقع الاقتصادية والمهنية والسياسية والاجتماعية، والدينية العليا ".
وفيما يتعلق بالساحة السياسية، ذكرت الأمم المتحدة للمرأة في دراسة لعام 2012 التي قدمها الاتحاد البرلماني الدولي (IPU) جعلت الأوروغواي في المرتبة «103 من بين 189 بلدا من حيث تمثيل المرأة في البرلمان»، وأن «12% فقط من الأعضاء الحاليين لغرفة مجلس الشيوخ ومجلس النواب في أوروغواي نساء».

## النساء البارزات
إحدى النساء البارزات في أوروغواي بولينا لويسي.
كانت بولينا قيادية في الحركة النسوية في البلاد. في عام 1909، أصبحت أول امرأة في البلاد تحصل على شهادة الطب، وكانت تحظى باحترام كبير.
مثلت الأوروغواي في المؤتمرات الدولية المتعلقة بالمرأة وسافرت في جميع أنحاء أوروبا. وأعربت عن رأيها حول حقوق المرأة، وفي عام 1919، بدأت بولينا القوة من أجل حقوق المرأة في أوروغواي. بحلول عام 1922، عين مؤتمر البلدان الأمريكية للمرأة بولينا لويسي كنائب الرئيس الفخري للاجتماع، وعليه يجب أن تكون ناشطة حتى أعطاء الأوروغواي النساء الحق في التصويت.

## العنف المنزلي
العنف المنزلي هو مشكلة خطيرة جدا في البلاد، وخصوصا ما يسمى بـجرائم الشرف، والذي يستمر السكوت عنه بموجب المادة 36 من قانون العقوبات (العاطفة الناجمة عن الزنا).
منذ عام 2013، كانت هناك جهود سياسية جارية لإزالة هذا الحكم من القانون الجنائي.
قبل عام 2006، كان بإمكان مرتكبي جريمة الاغتصاب تجنب العقوبة إذا تزوج بالضحية بعد الهجوم.
في عام 2002 صدر قانون الأوروغواي ضد العنف المنزلي Ley Nº 17.514.

## الإجهاض
قانون الإجهاض الأوروغوياني ليبرالي جداً بالمقارنة مع بلدان أمريكا اللاتينية الأخرى.
في عام 2012، أصبحت الأوروغواي ثاني دولة في أمريكا اللاتينية، بعد كوبا، تقنن الإجهاض حسب الطلب (خلال الأسابيع ال 12 الأولى من الحمل).

## المرأة في الحياة السياسية
وخلافا لمعظم بلدان أمريكا اللاتينية الأخرى، المرأة غير موجودة جدا في السياسة. فالأوروغواي لديها واحد من أدنى نسبة النساء في الحياة السياسية في أمريكا اللاتينية.